# Rentrer chez soi
Pour plus de détails, voir Fiche technique et Distribution.
Rentrer chez soi (Volviendo a casa) est un film argentin de 2019 réalisé et écrit par Ricardo Preve. Défini par le réalisateur lui-même comme une production de docufiction, Rentrer chez soi est fondé sur l'histoire de Carlo Acefalo, un marin italien décédé près des côtes du Soudan pendant la Seconde Guerre mondiale et dont les restes ont été rapatriés vers son pays natal en 2018. Le film a connu le succès lors de son passage dans les festivals internationaux, où il a récolté prix et nominations.

## Synopsis
Pendant la Seconde Guerre mondiale, le sous-marin italien Macallé a fait naufrage en mer Rouge, près des côtes du Soudan. 45 membres de l'équipage ont échoué sur une île déserte. Le sous-officier Carlo Acefalo est décédé sur cette île et y a été enterré par ses coéquipiers. Près de 80 ans plus tard, une équipe se rend sur place et récupère les restes de Carlo pour les ramener dans son village natal, Castiglione Falletto, où sont célébrées des funérailles auxquelles participe pratiquement tout le village.

## Origine, production et sortie
Preve, un plongeur-archéologue certifié, a commencé à s'intéresser au projet tandis qu'il réalisait une séance de prise de vue de requins près des côtes du Soudan. Au cours de l'une de ses plongées, le cinéaste est tombé sur quelques pièces du sous-marin Macallé. Il s'est ensuite efforcé de localiser le corps du sous-officier Carlo Acefalo, décédé et enterré par ses coéquipiers sur une île déserte,,. 

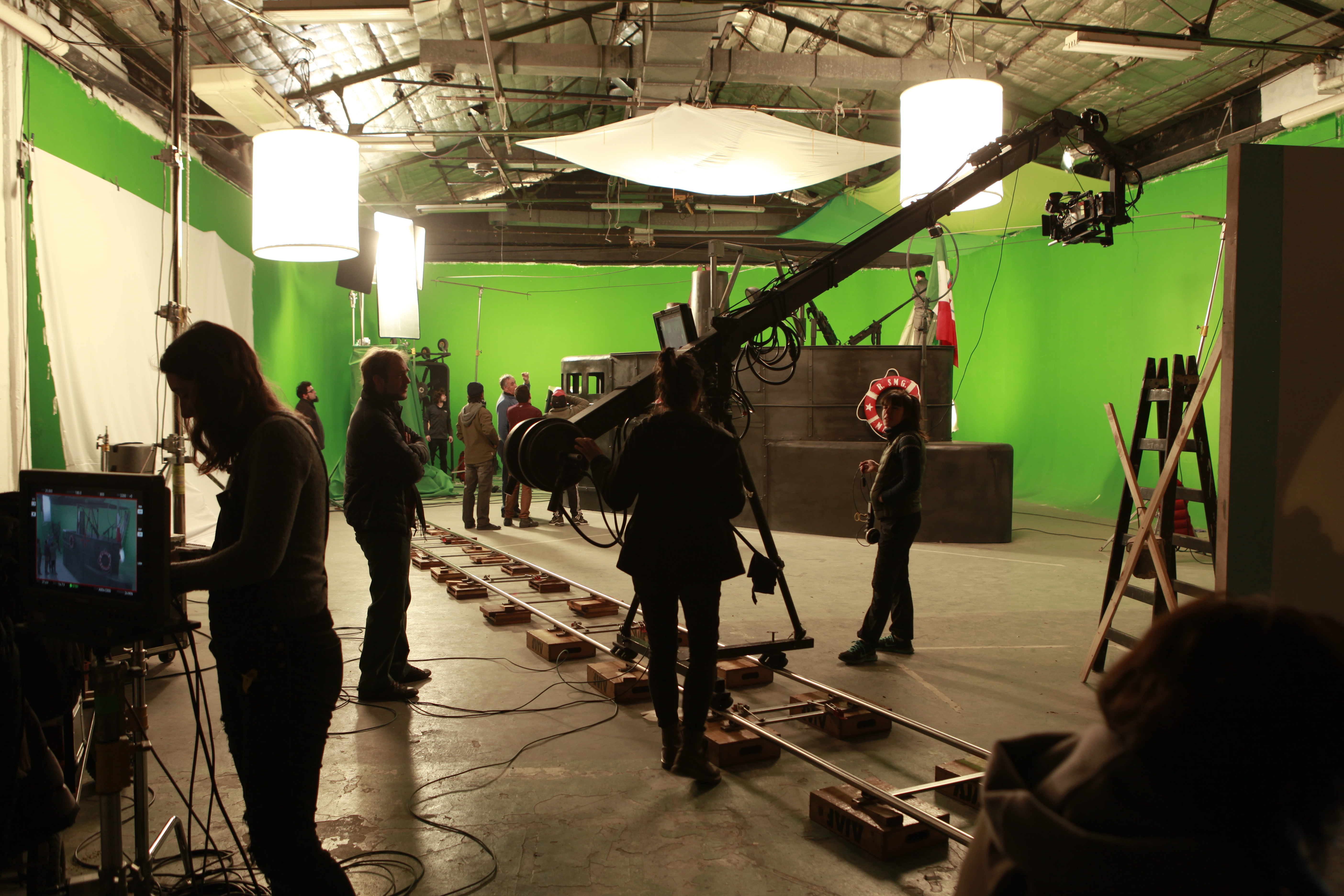
Reconstitution du sous-marin Macallé, utilisé dans le film.

En 2017, les scènes de reconstitution historique du film ont été tournées dans des extérieurs à Claromeco et dans un studio à Vicente Lopez, deux localités de la province de Buenos Aires. Vers la fin de cette même année, l'équipe s'est rendue au Soudan et a participé à l'exhumation et au postérieur transfert du corps du sous-officier, en gardant la trace de chaque fait sur la pellicule. Après environ cinq années de travail, en 2018, le documentaire a commencé à parcourir des festivals et des évènements tels que le Latitude Film Awards à Londres et le Festival de Cine Latino de Punta del Este en Uruguay, où il a récolté plusieurs prix et distinctions. En juillet 2019, la première de Rentrer chez soi a eu lieu dans les salles argentines.

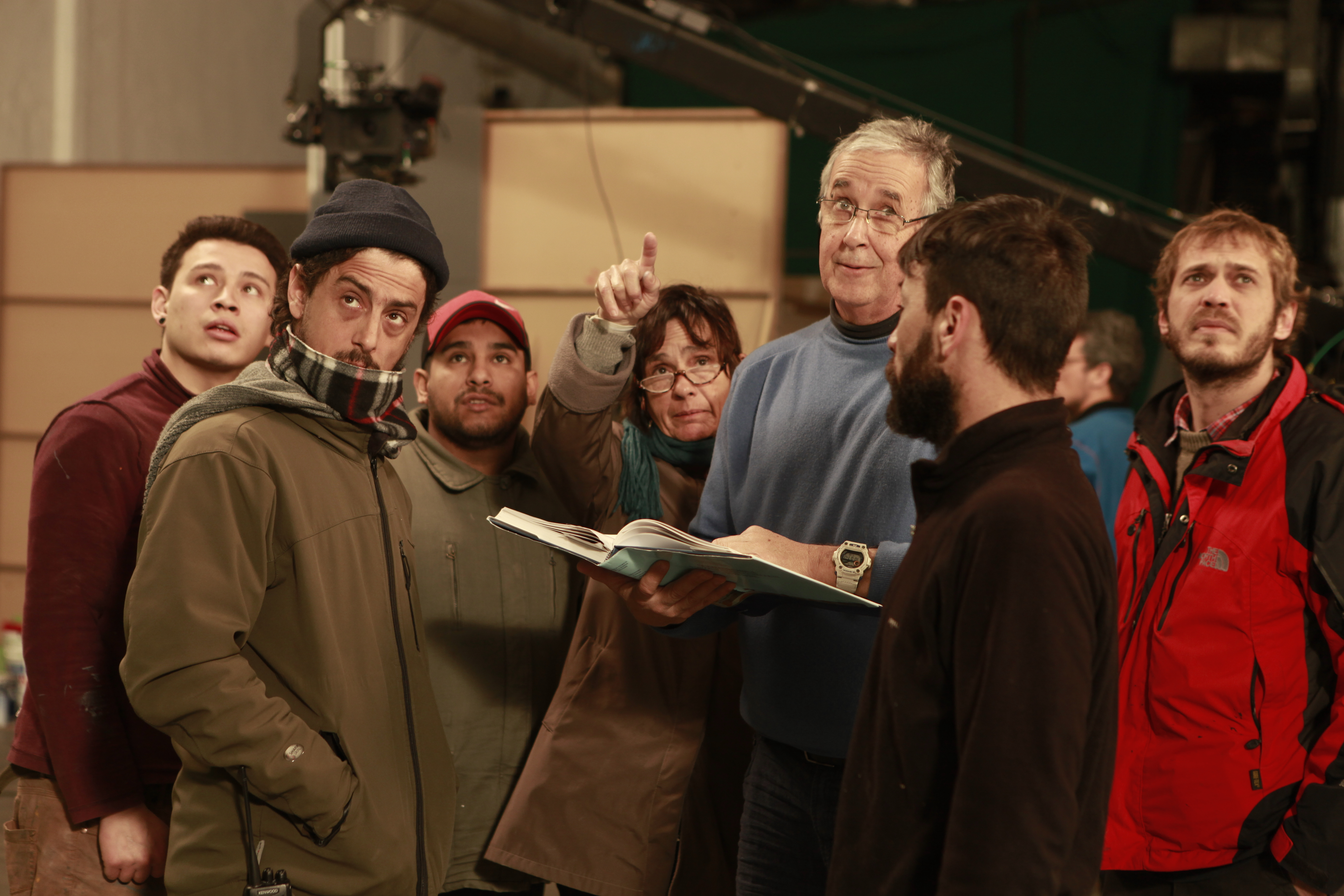
Les coulisses du film, 2017.

Le film a bénéficié du soutien de l'Institut national du cinéma et des arts audiovisuels argentin et a été financé grâce à une campagne de financement participatif. La Marine argentine a mis à disposition des instruments nautiques qui ont aidé à construire la réplique du sous-marin. Preve a fait référence à son œuvre de la façon suivante : « Pour moi, ce film était une nécessité. Après avoir pris connaissance de cette histoire et obtenu des données sur la localisation des restes de l'un des sous-officiers, il est devenu nécessaire de garder une trace des recherches et de restituer ses restes à la famille. Le format du documentaire est une bonne façon de reconstruire l'histoire ».

## Accueil
Rentrer chez soi a été bien accueilli par la critique spécialisée. Adolfo Martínez, du journal La Nación, a assuré que « le film subjugue grâce à ses scènes émouvantes, et rappelle la tragédie qui s'est produite dans notre pays avec l’ARA San Juan ». Laura Pacheco, du portail Escribiendo Cine a parlé du film en ces termes : « Cette histoire émeut jusqu’aux larmes pour de nombreuses raisons, elle a du cœur, et se ressent et s'apprécie peut-être encore davantage parce que la voix de l'auteur est présente de façon constante ».
Leonardo D'Espósito a affirmé dans sa critique pour le magazine Noticias : « Rentrer chez soi est une aventure humaine racontée avec la précision qu'exige un bon récit, sans tomber dans des effets dramatiques et en se concentrant dans chaque scène sur ce qui importe réellement ». Juan Pablo Cinelli, du journal Página/12, a loué le travail de Ricardo Preve et déclaré que « le réalisateur parvient à transmettre la passion aventurière qui semble l'avoir poussé à mener à bien ce projet ». Pablo Arahuete, du site spécialisé Cinefreaks, a affirmé que « l'introduction de témoignages et de discussions hautement enrichissantes apporte une valeur ajoutée à un travail soigneux et rigoureux ».

## Dans la culture populaire
En juin 2021, dans le numéro 2309 du magazine de BD italien Skorpio, a été publiée une bande dessinée intitulée « Les 44 ». Inspirée par le documentaire, son auteur est l'illustrateur argentin Oscar « Oski » Yáñez, l'artiste chargé de la production des storyboards pour Rentrer chez soi. La BD compare l'histoire du sous-marin italien Macallé et celle du sous-marin argentin A.R.A. San Juan, qui a coulé en 2017.

## Prix et distinctions
| Année | Évènement                                                    | Catégorie                                                                | Résultat   |
| 2018  | Festival de Cine Latino de Punta del Este                    | Meilleur documentaire                                                    | Lauréat    |
| 2018  | Festival de Cine Latino de Punta del Este                    | Prix à la trajectoire                                                    | Lauréat    |
| 2018  | Latitude Film Awards, Londres                                | Prix de bronze du meilleur long-métrage documentaire                     | Lauréat    |
| 2018  | Latitude Film Awards, Londres                                | Prix de bronze de la meilleure musique                                   | Lauréat    |
| 2019  | Accolade Global Film Competition, Californie                 | Meilleur long-métrage documentaire, meilleure photographie et créativité | Lauréat    |
| 2019  | Accolade Global Film Competition, Californie                 | Originalité, concept et musique                                          | Lauréat    |
| 2019  | Los Angeles Motion Picture Festival, Californie              | Meilleur réalisateur de film documentaire                                | Lauréat    |
| 2019  | Los Angeles Motion Picture Festival, Californie              | Meilleur documentaire international                                      | Lauréat    |
| 2019  | South European International Film Festival, Valence          | Meilleur film pédagogique et scientifique                                | Lauréat    |
| 2019  | South European International Film Festival, Valence          | Meilleur long-métrage documentaire                                       | Nomination |
| 2019  | South European International Film Festival, Valence          | Meilleure photographie dans un film documentaire                         | Nomination |
| 2019  | South European International Film Festival, Valence          | Meilleurs effets spéciaux ou conception visuelle                         | Nomination |
| 2019  | South European International Film Festival, Valence          | Meilleure musique originale                                              | Nomination |
| 2019  | London International Motion Picture Awards, Londres          | Meilleur long-métrage documentaire                                       | Nomination |
| 2019  | Dumbo Film Festival, New York                                | Meilleur long-métrage documentaire                                       | Nomination |
| 2019  | Festival Internacional de Cine de Madrid                     | Meilleur réalisateur d'un long-métrage documentaire                      | Nomination |
| 2019  | Festival Internacional de Cine de Madrid                     | Meilleur long-métrage documentaire                                       | Nomination |
| 2020  | VI Sudan Independent Film Festival, Khartoum, Soudan         | Sélection officielle                                                     | Nomination |
| 2020  | Impact Doc Awards, Californie                                | Prix du mérite au meilleur long-métrage documentaire                     | Lauréat    |
| 2020  | Puglia International Film Festival, Polignano a Mare, Italie | Meilleur long-métrage documentaire                                       | Lauréat    |